# ISO 3166-2:MF
ISO 3166-2:MF – kody ISO 3166-2 dla Saint-Martin.
Kody ISO 3166-2 to część standardu ISO 3166 publikowanego przez Międzynarodową Organizację Normalizacyjną. Kody te są przypisywane głównym jednostkom podziału administracyjnego, takim jak np. województwa czy stany, każdego kraju posiadającego kod w standardzie ISO 3166-1. 
Aktualnie (2017) dla Saint-Martin nie zdefiniowano kodów dla podjednostek administracyjnych, a Saint-Martin jako wspólnota zamorska (terytorium zależne) wchodząca w skład Francji, ma również kod ISO 3166-2:FR wynikający z podziału terytorialnego tego państwa FR-MF.